# Аргир Маринов
Аргир Маринов или Маринчев, наричан Хаджи Харитон, е български революционер, охридски войвода и член на Вътрешната македоно-одринска революционна организация.

## Биография
Аргир Маринов е роден през 1870 година в Охрид, тогава в Османската империя, днес в Северна Македония. Ученик е на Григор Пърличев. Завършва прогимназия в Охрид и учителства в Струга, Охрид и на други места. Като учител в родния си град се присъединява и към революционната дейност на ВМОРО. През 1902 година става нелегален четник, а от февруари 1903 година е секретар в четата на Никола Митрев. Участва на Смилевския конгрес през май 1903 година като делегат на Охридския район, заедно с Лука Групчев, Христо Узунов, Тасе Христов, Деян Димитров.
През Илинденско-Преображенското въстание е войвода на територията между Охрид и Дебърца с база Копарница, Изток планина (Петрино) и Илинската планина. В първите дни на въстанието Маринов прави две успешни акции – на 23 юли напада и пленява по шосето Охрид – Битоля 65 товара с брашно и други хранителни припаси, предназначени за охридския гарнизон, а два дни по-късно пленява при Пренти-мост при село Опеница, 10 товара с хасета, сапуни и други стоки, които отиват за въстаническата болница в село Брежани.
На 30 – 31 август защитава 160 души мирно население в местността Рашанец, между селата Речица, Куратица и Свинища. В неравната битка тридесет и двамата четници се самоубиват преди да бъдат заловени от турските аскери.
Народът възхвалява смелостта на Аргир Маринов в песен. Според вариации на текста на песента негови четници тогава са Васил Зипо, Стефан Куртела (Куртелов), Янко Димитро, Наум Златарев и Ламбо Берберче.